# GP Ouest France-Plouay 2013 (mannen)
De 77e editie van de GP Ouest France-Plouay werd verreden op 1 september 2013. De wedstrijd maakte deel uit van de UCI World Tour 2013. Vorig jaar won de Noor Edvald Boasson Hagen, maar die startte dit jaar niet. Deze editie won de Italiaan Filippo Pozzato de massasprint.

## Deelnemers
| 19 UCI World Tour-ploegen | 19 UCI World Tour-ploegen | 19 UCI World Tour-ploegen | 5 wildcards                  |
| ------------------------- | ------------------------- | ------------------------- | ---------------------------- |
| AG2R-La Mondiale          | FDJ                       | Omega Pharma-Quick Step   | Bretagne-Séché Environnement |
| Argos-Shimano             | Team Garmin-Sharp         | Orica-GreenEdge           | Cofidis                      |
| Astana Pro Team           | Lampre-Merida             | RadioShack-Leopard        | Sojasun                      |
| Blanco Pro Cycling        | Lotto-Belisol             | Saxo-Tinkoff              | Team Europcar                |
| BMC Racing Team           | Katjoesja Team            | Sky ProCycling            | IAM Cycling                  |
| Cannondale Pro Cycling    | Team Movistar             | Vacansoleil-DCM           |                              |
| Euskaltel-Euskadi         |                           |                           |                              |

## Uitslag
| GP Ouest France-Plouay 2013 (253 km) |                    |                             |          |
| Plaats                               | Naam               | Ploeg                       | Tijd     |
| Winnaar                              | Filippo Pozzato    | Lampre-Merida               | 5u59'54" |
| 2                                    | Giacomo Nizzolo    | RadioShack-Leopard          | z.t.     |
| 3                                    | Samuel Dumoulin    | AG2R-La Mondiale            | z.t.     |
| 4                                    | Jürgen Roelandts   | Lotto-Belisol               | z.t.     |
| 5                                    | Daniele Bennati    | Team Saxo-Tinkoff           | z.t.     |
| 6                                    | Thor Hushovd       | BMC Racing Team             | z.t.     |
| 7                                    | Elia Viviani       | Cannondale Pro Cycling Team | z.t.     |
| 8                                    | Francisco Ventoso  | Team Movistar               | z.t.     |
| 9                                    | Borut Božič        | Astana                      | z.t.     |
| 10                                   | John Degenkolb     | Argos-Shimano               | z.t.     |
| 11                                   | Cyril Lemoine      | Sojasun                     | z.t.     |
| 12                                   | José Joaquín Rojas | Team Movistar               | z.t.     |
| 13                                   | Lars Boom          | Belkin Pro Cycling          | z.t.     |
| 14                                   | Yoann Offredo      | FDJ.fr                      | z.t.     |
| 15                                   | Daryl Impey        | Orica-GreenEdge             | z.t.     |

Bretagne Classic: 1931 · 1932 · 1933 · 1934 · 1935 · 1936 · 1937 · 1938 · 1939 - 1944 · 1945 · 1946 · 1947 · 1948 · 1949 · 1950 · 1951 · 1952 · 1953 · 1954 · 1955 · 1956 · 1957 · 1958 · 1959 · 1960 · 1961 · 1962 · 1963 · 1964 · 1965 · 1966 · 1967 · 1968 · 1969 · 1970 · 1971 · 1972 · 1973 · 1974 · 1975 · 1976 · 1977 · 1978 · 1979 · 1980 · 1981 · 1982 · 1983 · 1984 · 1985 · 1986 · 1987 · 1988 · 1989 · 1990 · 1991 · 1992 · 1993 · 1994 · 1995 · 1996 · 1997 · 1998 · 1999 · 2000 · 2001 · 2002 · 2003 · 2004 · 2005 · 2006 · 2007 · 2008 · 2009 · 2010 · 2011 · 2012 · 2013 · 2014 · 2015 · 2016 · 2017 · 2018 · 2019 · 2020 · 2021 · 2022 · 2023 · 2024
Classic Lorient Agglomération: 1999 · 2000 · 2001 · 2002 · 2003 · 2004 · 2005 · 2006 · 2007 · 2008 · 2009 · 2010 · 2011 · 2012 · 2013 · 2014 · 2015 · 2016 · 2017 · 2018 · 2019 · 2020 · 2021 · 2022 · 2023 · 2024
 Tour Down Under · 
 Parijs-Nice · 
 Tirreno-Adriatico · 
 Milaan-San Remo · 
 Ronde van Catalonië · 
 E3 Harelbeke · 
 Gent-Wevelgem · 
 Ronde van Vlaanderen · 
 Ronde van het Baskenland · 
 Parijs-Roubaix · 
 Amstel Gold Race · 
 Waalse Pijl · 
 Luik-Bastenaken-Luik · 
 Ronde van Romandië · 
 Ronde van Italië · 
 Critérium du Dauphiné · 
 Ronde van Zwitserland · 
 Ronde van Frankrijk · 
 Clásica San Sebastián · 
 Ronde van Polen · 
  Eneco Tour · 
 Ronde van Spanje · 
 Vattenfall Cyclassics · 
 GP Ouest France-Plouay · 
 Grote Prijs van Quebec · 
 Grote Prijs van Montreal · 
 UCI Ploegentijdrit · 
 Ronde van Lombardije · 
 Ronde van Peking